# Otter Lake
Otter Lake é uma vila localizada no estado americano de Michigan, no Condado de Genesee e Condado de Lapeer.

## Demografia
Segundo o censo americano de 2000, a sua população era de 437 habitantes.
Em 2006, foi estimada uma população de 427, um decréscimo de 10 (-2.3%).

## Geografia
De acordo com o United States Census Bureau tem uma área de
2,0 km², dos quais 1,8 km² cobertos por terra e 0,2 km² cobertos por água.

## Localidades na vizinhança
O diagrama seguinte representa as localidades num raio de 16 km ao redor de Otter Lake.